# Sher Ali Khan
Pour les articles homonymes, voir Khan (homonymie).
Shir Ali Khan (شیرعلی‌خان), né vers 1823 ou 1825 et mort à Kaboul le 21 février 1879, est émir d'Afghanistan de 1863 à 1866 et de 1868 jusqu'à sa mort.

## Biographie
Troisième fils de Dost Mohammad Khan, le fondateur de la dynastie Barakzai, il s'empare du pouvoir à la mort de son père mais en est rapidement chassé par son frère aîné Mohammad Afzal Khan. Une guerre intestine s'ensuit, à la fin de laquelle il sort vainqueur et regagne le titre d'émir. Son règne est marqué par l'opposition des puissances britanniques et russes dans le cadre du Grand Jeu. Il tente de maintenir l'Afghanistan dans la neutralité, jusqu'au déclenchement de la seconde guerre anglo-afghane en  1878. Sher Ali Khan meurt dans sa fuite, alors que les troupes britanniques marchent vers  Kaboul, laissant le trône à son fils Mohammad Ya'qub Khan.